# جبل أحمر خدو
جبل أحمر خدو هو جبل يقع في شرق الجزائر في حدود ولايتي بسكرة وباتنة ويبلغ ارتفاعه 1842 م (قمة ....) فوق مستوى سطح البحر.

## تاريخ
اتصلت السلطات الفرنسية أحمد باي بينما كان في جبل أحمر خدو وعرضت عليه الاستسلام وإعادة كل أشيائه إليه وأخذه ليعيش فب بلاد إسلامية بعدما قاوم المستعمر الفرنسي منذ سقوط قسنطينة سنة 1837 إلى استلامه في صيف 1848 حيث كان ينتقل من قبيلة إلى أخرى، ومن الجبل إلى الصحراء.